# 대한민국의 진보주의
대한민국의 진보주의(대한민국의 進步主義)는 마르크스주의, 민주사회주의, 사회민주주의, 좌익 내셔널리즘 등 다양한 진보적 사조에 기초한 대한민국의 진보적 정치 운동을 말한다.
해방 직후 사회민주주의, 공산주의 등 수많은 사상을 지향하는 집단으로 퍼져 있었으나, 대한민국 정부 수립을 주도한 세력의 탄압과 한국 전쟁의 영향으로 사실상 소멸하였다. 이후 대한민국의 진보주의는 1970년대 통일 운동을 주축으로 등장하였고, 1980년대에는 마르크스주의의 영향을 받은 학생운동(‘민족 해방’과 ‘민중 민주’)의 형태로 등장하였다. 1990년대 초 소비에트 연방의 붕괴로 인해 대부분의 운동권 관계자는 사회민주주의, 민주사회주의 등 현실 정치로 전향하였으며, 민족 해방과 민중 민주라는 구분법은 사실상 사라졌다. 오늘날에는 다양한 이념이 혼재된 상태이며, 정의당, 진보당, 노동당, 녹색당, 민중민주당이 대한민국의 진보주의 이념을 계승하고 있다.

## 역사

### 일제 강점기
일제 강점기 당시의 최초 진보주의 단체는 이동휘(李東輝)·박애(朴愛)·전일(全一)를 중심으로 1918년 러시아 지역에서 창당된 한인사회당이 있다. 한인사회당은 러시아 혁명의 성과와 세계 사회주의 운동을 조선 민족주의 운동과 결합해야 한다는 이념을 갖고 있었으며, 당에는 사회혁명당과 같은 아나키스트 민족주의 단체도 혼재된 상태였다. 동시에 이들은 코민테른에서 인정한 사회주의 정당이었다. 그러나 상해 임시정부와 수시로 갈등하였고 결국 1921년 5월 상해 임시정부에서 탈퇴하여 독자 정당인 ‘고려 공산당’으로 개명하게 된다. 이 정당은 흔히 ‘상해파 고려 공산당’이라 불린다. 한편 1919년 9월 5일 이르쿠츠크(Иркутск)의 한인 볼셰비키인 김철훈(金哲勳)·오하묵(吳夏默) 등은 스미야스키(Борис Захарович Шумяцкий)의 지원을 받아 전로한인공산당(全露韓人共産黨)을 조직하였는데, 이 단체는 1920년 1월 22일 ‘이르쿠츠크 공산당 고려부’로 불리게 됐으며, 흔히 ‘이르쿠츠크파 고려 공산당’이라 불린다. 이 단체는 조선 독립 운동에서 소비에트 러시아의 지원을 적극적으로 받아야 한다고 주장하는 동시에, 조선 독립 운동에서 민족주의를 봉건사상이라고 비판하며, 적극적인 프롤레타리아 국제주의를 옹호하는 단체였다.
고려 공산당은 민족주의의 혼재를 주장하던 상해파와, 친러 사상을 갖고 있던 이르쿠츠크파로 나눠지게 되었는데, 이들의 갈등은 1921년부터 극대화되었다. 특히 자유시에서 이르쿠츠크파가 상해파를 ‘러시아 백파(白派)의 지원을 받는 반동적인 민족주의 패당’으로 몰았는데, 당시 러시아 붉은 군대는 중립을 유지하고 있었으나, 상해파 및 기타 조선 민족주의 독립군 군대가 러시아 백군의 지원을 받고 있다는 혐의가 생기자 1921년 6월 28일 자유시에서 대규모 학살을 자행하였다. 이를 자유시 참변이라고 한다.
1920년대 중반부터는 일본 유학파 및 한반도 국내 노동운동가에 의한 마르크스주의 분파가 형성되었다. 이 당시 등장한 분파는 화요파(火曜派)·서울파(서울派)·북풍회(北風會)·조선노동당(朝鮮勞動黨) 등이 있다. 화요회는 1925년 4월 17일에 북풍회 일부와 조선노동당 일부를 통합하여 제1차 조선공산당을 성립하였다. 그러나 1925년 11월 22일 중앙위원회 위원이 체포되면서 해체되었고, 1925년 12월에 다시 제2차 조선공산당을 성립하였으나 1926년 6월에 내부 분열로 인하여 다시 해산되었다. 1926년 10월 17일에는 통일전선을 목표로 하는 타도제국주의동맹이 지린성에서 결성되었다. 동시에 북풍회에서 안광천(安光泉), 하필원(河弼源)을 중심으로 분리된 일월회(日月會)는 서울파의 소수파인 ‘레닌주의동맹’과 합당하여 1926년 12월에 ‘정우회선언’을 통하여 제3차 조선 공산당을 결성하였다. 이 조선 공산당은 엠엘당(ML黨) 또는 엠엘파(ML派)로 불렸다. 그러나 1928년 2월 일경에 의해 중앙위원회 위원이 검거되면서 해산됐다. 1927년 12월에는 엠엘당 내 서울파 분파가 상해 요인들과 합당하여 제4차 조선공산당을 결성하였다. 대부분 1928년과 1929년에 걸쳐서 일경에 탄압당하여 소멸하였다.
1930년 7월 2일 지린성 장춘에서 주최된 카륜 회의에서 김일성(金日成)은 『조선혁명의 진로』를 발표하여 통일전선 노선을 주장했다. 통일전선에 대한 강령적 내용은 엠엘당이 주축이 된 제3차 조선 공산당이 최초로 명시한 것이나, 통일전선을 당 대회에서 당 운영의 주요 내용 및 원리로 거론한 것은 이때가 처음이었다. 1932년 4월 25일에는 타도제국주의동맹을 주축으로 했던 김일성이 최현(崔賢)·김책(金策)·최용건(崔庸健) 등과 함께 조선인민혁명군(朝鮮人民革命軍)을 조직하였다. 조선인민혁명군은 통일전선에 기초한 최초의 무장항일유격대였다. 이 시기부터 투쟁은 중국공산당의 지원을 주로 받으면서 진행됐다. 한반도 국내의 진보 운동에서는 과거 화요회와 서울파의 일원인 이현상(李鉉相)·이재유(李載裕)·김삼룡(金三龍)이 1933년에 ‘경성 트로이카’를 조직하여 국내 노동운동을 전국적으로 지도하였다. 만주의 항일 공산주의 세력은 1939년부터 진행된 만주국 육군 간도특설대의 대대적인 공세에 의해 와해되었으며, 1942년 대부분이 소비에트 연방 국경 지대로 망명하였다.

### 해방 직후

#### 조선건국준비위원회의 성립과 좌우 대립
광복 직전에 여운형을 주축으로 한 조선건국동맹은 조선총독부로부터 전권을 받았고, 8월 말부터 치안 유지를 위해 인민위원회(人民委員會)를 조직하였고, 자치 정치 위원회로서 조선건국준비위원회(朝鮮建國準備委員會, 약칭 ‘건준’)를 조직하였다. 이 시기 건준은 일본이 남긴 공장 지대를 협동조합 형태로 운영하였고, 기타 농지와 공공 시설은 각 지역에 설치된 인민위원회 자치 위원회에서 관리하도록 하였다. 또한 한반도 국내에서 노동운동을 비밀리에 지도하고 있던 박헌영은 1945년 8월 16일에 조선공산당을 창당하였다. 이 조선공산당은 ‘재건파 조선공산당’이라고 불리기도 한다. 여운형의 건준과 박헌영의 재건파 조선공산당 세력은 서로 사회 변혁을 놓고 대립하였다. 이후 미군이 9월 8일에 서울에 진주하면서 상황은 크게 달라지게 되었다. 미군은 건준을 공산주의 단체로 여겼고, 강제로 해산하였다. 박헌영은 공산주의자를 지도하여 지하 세력을 확장하였고, 해방 직후 시기의 노동운동, 소작 쟁의 등을 지휘하였다. 여운형은 기존의 건준 세력을 다시 통합하여 조선인민당을 창당하였다.
이후 미국, 중국, 영국 등지에서 생활하던 해외 민족주의, 자유주의 진영이 귀국한 후 한반도 남부 지역의 정치 상황은 상당히 복잡해졌다. 한편 북에서 탄압을 피해 넘어온 우익 조직에 의해 좌익 운동가는 종종 테러를 당하기도 하였다. 모스크바 삼상회의가 끝난 1945년 12월 27일, 동아일보가 “소련이 신탁통치를 주장하고 미국은 한국의 즉시 독립을 주장한다.”는 내용의 잘못된 보도를 내보냈다. 이 오보로 인하여 한반도에서는 찬탁파와 반탁파의 갈등이 폭발하게 되었으며, 오보의 영향은 한반도 분단으로까지 이어지게 되었다. 이 시기 진보주의 세력의 경우는 신탁통치에 대한 평가가 엇갈렸지만 사회주의를 지지하는 좌익에 속한 그룹은 대개 신탁통치를 찬성했다.

#### 남조선로동당의 활동
1945년 말을 기점으로 우익 세력이 강대해지자 한반도 이남의 진보주의 세력은 결집을 통하여 우익 세력에게 대항해야 한다는 공통된 입장을 갖게 되었다. 이로 인해 1946년 11월 23일에 재건파 조선공산당, 조선신민당, 조선인민당이 합당하여 남조선로동당이 창당됐다. 이 시기 미군정은 정치의 자유를 보장하고 있었기에 남조선로동당은 합법적 활동을 할 수 있었다.
남조선로동당은 산하에 조선노동조합전국평의회(약칭 ‘전평’)라는 전국 노동조합을 두었는데, 전평은 당시 한반도 이남에서 최대 규모의 노동조합으로 알려져 있었다. 전평은 1946년 9월에 총파업을 감행하였는데, 우익 조직폭력단원과 미군정 경찰의 진압으로 인해 파업 목표를 달성하지 못 하였다. 같은 해 10월에는 대구에서 소작료 인하, 임금 상승, 식량 분배 등을 요구하며 10월 항쟁을 일으켰다. 1948년 2월 7일에 대규모 파업을 지도하였는데, 이를 2·7 사건이라고 일컫는다. 여수·순천 사건 이후에 남조선로동당은 국내에서 대부분 숙청당하여 월북을 하거나 빨치산이 되었다. 정부 수립 이후에 남조선로동당은 불법 정당이 되었고, 활동은 지하 활동에 국한된 상태였다. 그러나 계속되는 자금난과 탄압으로 인해 1949년에는 이미 남조선로동당의 주요 간부들이 월북한 상태였으며, 극소수의 일원만이 지하 노동운동, 소작농 운동을 전개하였다.

#### 사회민주주의 우익의 성립
당시 한반도 이남의 진보주의 정당 다수가 남한 단독정부 수립에 반대하고 있었다. 그러나 남한 단독정부 수립에 찬성하는 동시에 우익 진영에 가담한 사회주의자도 존재했는데, 대표적으로 조소앙과 그의 지지자들이 있었다. 이들은 1948년 12월에 사회당을 창당하였으며, 온건적인 사회민주주의를 주장하였다. 그러나, 한국전쟁 때 조소앙이 납북되면서 해산됐다.

### 이승만 정부
이승만 정부 시절 당시 엄밀한 의미에서 좌익 정당들은 대부분 불법화되었고, 탄압을 당했다. 한국전쟁 이후에는 탄압이 더욱 심해졌다.
한때 화요회 공산주의자였으나, 공산주의의 사대주의와 폭력성에 반대하여 민족주의자로 전향한 조봉암은 자본주의와 공산주의 독재 모두 반대하는 민주사회주의 정당인 진보당을 결성하였다. 당시 유일하게 허용된 좌익 정당이였지만 ‘평화통일론’을 주장한 것을 핑계로 이승만 정부는 간첩 누명을 씌워, 진보당을 강제 해산시키고 조봉암을 사형시켰다. 이후 대한민국의 진보주의 정당은 오랜 기간 동안 등장하지 못 하였고, 대한민국 진보주의 정치는 심각한 황혼기를 맞게 되었다.

### 4.19 혁명 이후 혁신계
4.19 혁명으로 이승만 독재 정권이 무너지고, 제2공화국이 성립되자, 탄압당한 소위 ‘혁신계’라고 불리던 진보주의자들이 다시 활동을 시작했으나, 극소수에 불과하였다.

#### 평화통일 운동
특히, 이승만 통치 시기에는 언급도 하지 못했던 평화통일론을 주장하는 사람들이 많아졌다. 학생들은 “가자 북으로, 오라 남으로!” 구호를 외치며, 미국과 소비에트 연방같은 강대국들의 영향력에서 벗어나, 평화적인 중립국을 건설해야 한다고 주장했다. 그러나 이러한 주장은 사회주의적 주장과는 거리가 있었으며, 통일 운동은 사회주의 사상과 무관하게 진행됐다.

#### 사회주의 정당 재창당
탄압당하던 진보주의자, 사회주의자들은 1960년 한국사회당을 창당하였으나, 5.16 군사정변 이후, 군사정권의 정치인 정화법에 의해 강제 해산되었다.

### 박정희 정부
박정희 정권은 이승만 정권보다도 더 강경하게 국가보안법을 악용해 사회주의자, 진보주의자들 뿐만 아니라, 민주화를 외치는 자유주의자, 보수주의자들마저 빨갱이로 몰아 탄압하였다.
이는 박정희 본인이 과거 남조선로동당이라는 극좌 정당 당원이였다가, 우익으로 전향했기 때문이라는 분석이 있다.
이후, 약 30년간 대한민국의 진보주의는 크게 후퇴를 거듭하였다.
통일사회당이라는 제도권 안에서 유일하게 허용된 혁신계 정당인 사회주의 정당이 있었으나, 박정희 정권 당시 반공 메카시즘 때문에 사실상 무시해도 될 정도의 군소정당이였고, 이후, 전두환 신군부에 의해 강제 해산당한다.

### 전두환 정부
박정희 때 완전히 전멸되다시피 한 혁신 세력들이 전두환의 쿠데타와 5.18 민주화운동으로 인해 부활하게 된다.
이전까지 운동권에서는 주로 우익 성향의 반독재 민주화운동가들이 전부였지만, 5.18 민주화운동 당시 미국이 침묵하였다는 의혹이 높아지면서 좌익 운동이 다시 대학가에 불기 시작하였다. 5.18 이후 운동권은 반미 감정이 극도로 폭발하였고, ‘민족 모순’이 대한민국의 주요 모순이라고 주장하는 ‘민족 해방’(National Liberation) 운동이 크게 유행하였다. 반면, 대한민국의 주요 모순을 ‘계급 모순’이라고 주장하는 계파도 등장하였는데 이를 ‘민중 민주’(People's Democracy)라고 칭하였다. 둘 다 마르크스주의 변증법을 기초로 사고하고 있었다는 점에서 사회주의를 기본 이념으로 하고 있었으나, 당시 대한민국의 주요 모순 및 정치적 전략 측면에서 상당히 다른 사고를 갖고 있었기에 대립하기도 하였다.
이러한 좌익 운동가들은 우익 민주화 운동가들과 연대하여 전두환 독재정권에 저항하였다.

### 민주화 시대와 현대
진보 세력은 대학에서 펼쳐진 민주화 운동을 주도했으며, 여러 민주화 단체를 탄생시켰다. 이때 민주화 운동을 주도했던 386 세대는 대부분 정치인, 교수 등을 포함한 사회 엘리트 계층으로 성장하여 진보주의가 힘을 키울 수 있었다.

#### 6월 항쟁 이후
민주화 운동이 종결을 맺으면서 야당 재야 인사였던 김영삼과 김대중의 분열로 이들과 함께 민주화 운동을 이끈 진보세력도 분열된다. ‘민중 민주’(PD)와 ‘민족 해방’(NL) 또한 독자적 행보를 보였다. 김대중이 당선된 제15대 대통령 선거에서 민족 해방 계열이 김대중을 지지한 반면, 민중 민주 계열은 독자적 정당들을 창당한다. 1991년 소비에트 연방이 붕괴한 이후에 민족 해방은 정치적 자유주의와 내셔널리즘에 기초한 입장으로 선회하였고, 민중 민주는 유럽식 사회민주주의 모델을 옹호하는 방향으로 나아갔다. 일부 극소수의 진보세력은 1980년대의 운동 이론을 그대로 고수하기도 하였다.
과거 민중 민주 이론을 주축으로 활동하였던 활동가들은 개량주의 정당인 건설국민승리21를 창당하였다. 건설국민승리21은 민주노동당의 모체가 되었으며, 민주노동당은 제17대 국회의원 선거에서 비례대표 8명, 지역구 2명을 당선시켜 대한민국 정치 역사 처음으로 진보정당의 원내진출이라는 성과를 거둔다. 사회당은 합당을 거부하다가 민주노동당에서 탈당한 심상정, 노회찬 등이 창당한 진보신당과 합당을 한다.
한편 과거 민중 민주 계열과 대립을 하였던 민족 해방 계열 진영은 2004년부터 대거 민주노동당에 입당하여 다수파가 되었으며, 과거 민중 민주 계열과 노선 차이로 갈등 겪었다. 이러한 갈등으로 인해 민중 민주에 가담하였던 개량주의 진영은 진보신당이 창당하였고 당은 분열된다. 하지만 2011년, 민주노동당과 진보신당에서 탈당한 심상정, 노회찬을 포함한 진보신당계 세력, 대통합민주신당에서 분당을 통해 친노 세력이 만든 정당인 국민참여당과 여러 사회 인사들과 단체들이 합당을 통하여 통합진보당을 창당한다. 통합진보당은 2012년 19대 국회의원 선거에서 민주당과 야권연대를 결성하여 국회의원 13명을 배출한다. 하지만 1년도 지나지 않아 당내에서 ‘종북주의’ 논쟁이 벌여졌고, 당 의원 7명이 탈당하여 진보정의당을 창당한다. 진보정의당은 당명을 변경하여 정의당으로 개편된다. 2014년 제6회 전국동시지방선거 통합진보당과 정의당은 기초단체장을 한명도 배출하지 못하면서 참패한다. 2015년 통합진보당 헌법재판소의 결정으로 해산된다.

## 경제적 관점
대한민국의 경제적 관점에 대한 체계적인 이론 형성은 1980년대에 되어서야 진행됐다. 이 당시 진보운동 이론은 크게 식민지반봉건론(植民地半封建論)과 신식민지국가독점자본주의론(新植民地國家獨占資本主義論)으로 나눠졌다. 대한민국 사회를 반(半)식민지 상태라고 보며, 완전한 자본주의 정체(政體) 형성하지 못 했다고 본다는 입장에서 두 이론은 공통점을 지니고 있지만, 몇 가지 차이점을 갖고 있었다.
식민지반봉건론은 ‘민족 해방’의 주요 이론이었다. 당시 대한민국 사회를 미국에 의한 반(半)식민지로 보고 있었으며, 자본주의 본원적 축적이 이루어지지 않은 상태라고 하였다. 따라서 대한민국은 완전한 봉건 국가가 아니며, 완전한 자본주의 국가도 아닌, 반(半)봉건사회라는 것이 이들 이론의 요지이다. 이들은 대한민국의 경제 발전이 자본주의 단계에 이르렀거나, 넘어선 적이 없으며 ,기초 축적이 되지 않은 상태라고 하였다. 따라서 혁명의 당면 목표는 부르주아 혁명이며, 부르주아 혁명을 완수하기 위해서는 미국을 몰아내서 자주적인 민족 경제를 발전시켜야 한다.
신식민지국가독점자본주의론은 ‘민중 민주’의 주요 이론이었다. 이 이론은 대한민국 사회를 미국에 의한 반(半)식민지로 보고 있었다는 점에서 식민지반봉건론과 입장을 같이 하였으나, 대한민국이 갖고 있는 예속의 성격은 ‘예속의 심화를 통한 자본주의 발전’이라고 하였다. 따라서 대한민국은 반식민지 상태이나 예속을 통해서 부분적인 자본력을 확보하여 사회구성체로서 자본주의적 성격을 내포하고 있으며, 이러한 자본주의 성장의 지속성은 동시에 예속의 심화를 불러와서 본질적인 의미에서 자본주의 국가를 확보할 수 없게 한다. 따라서 신식민지국가독점자본주의론은 대한민국 혁명의 당면 목표를 사회주의 혁명이 아닌, 인민민주주의 혁명이라고 규정하였다. 그리하여 식민지반봉건론과 비슷하게 미국을 국내에서 몰아내야 한다고 보았으며, 노동자, 농민, 소상공인의 연립 정권을 구성해야 한다고 보았다.
이러한 이론 외에도 대한민국은 1950년대에 이미 자본주의 정체성을 확보하였다는 ‘프롤레타리아 혁명’(PTR) 노선이 존재하였다.
1980년대 중반기부터 뚜렷하게 보인 대한민국 경제의 성장은 식민지반봉건론의 붕괴를 초래하였다. 그러나 신식민지국가독점자본주의론은 이러한 경제 발전을 예속의 심화 속에서의 성장이라고 규정했다는 점에서 식민지반봉건론처럼 붕괴의 길을 걷지는 않았다. 식민지반봉건론은 1990년에 캐치업 이론으로 보완 시도를 하여 대한민국의 부분적 발전을 설명하였으나, 1991년 소비에트 연방 붕괴 이후 그 체계가 완전히 붕괴하였다.
1990년대 후반 이후부터 대한민국의 진보주의의 경제 관점은 주로 신자유주의에 대한 비판을 골자로 하고 있다. 그러나 이것의 극복 방법은 각 계파마다 천차만별로 다르기 때문이 통일적인 입장에서 관찰하기 매우 어려운 실정이다.

## 사회적 관점
여성 해방, 성 소수자 운동, 학내 민주화 등 여러 측면에서 몇 가지 내부 대립을 갖고 있다.
여성 해방 입장에서 대부분의 진보주의자들은 대한민국 사회가 극단적인 가부장 사회라는 점을 인정하고 있다. 따라서 계파를 막론하고 여성 차별을 해소하기 위한 정책을 연구하고 공약으로 내세웠다. 반면, 성 소수자 운동에 있어서는 의견이 갈리고 있다. 정의당, 노동당을 중심으로 하고 있는 개량주의 계통은 성 소수자 운동을 적극 지지하고 있으며, 녹색당도 또한 성 소수자 운동을 주요 내용으로 포함하고 있다. 그러나 민중당과 민중민주당의 경우는 성 소수자 운동을 ‘자본주의 사회의 병리 현상’ 및 ‘문화적 제국주의의 일환’로 취급하며 별도의 지지 입장도, 또한 적극적인 반대 입장도 표명하고 있지 않고 있다.
학내 민주화는 대부분의 진보주의 계통이 찬성하는 의제이다. 그 내용의 골자는 학생의 인권을 존중하고, 폭력을 수반하는 교권 행사를 제한하는 데에 있다.

## 외교적 관점
평화 통일을 기본적으로 지지하고 있으며, ‘북진통일’이나 ‘외세에 의한 통일’에 반대하고 있다. 그러나 1980년대 학생운동 이론 난립 당시에는 미시적인 부분에서 여러 가지 입장이 존재하고 있었다. 그 입장은 조선민주주의인민공화국을 통일의 주역으로 취급하는 입장에서, 통일에서 조선민주주의인민공화국의 영향력을 일체 인정하지 않는 입장까지 다양했다.
미국에 대해서는 적대적인 입장, 중립적인 입장으로 나눠져 있다. 본래 1980년대 당시에는 반미 감정이 고조되던 시기였기에 ‘민족 해방’, ‘민중 민주’를 막론하고, 대한민국의 진보주의 세력은 반미 입장을 강하게 고수하고 있었다. 1991년 소비에트 연방 붕괴 이후에는 대다수의 운동권 관계자가 기존의 이론 고수를 포기하고 현실 정치로 선회하였기에 반미 입장도 완화되었다. 오늘날의 진보주의 세력은 미국에 대한 과격한 반대부터, 중립적인 의견까지 다양한 입장을 갖고 있다. 예를 들면, 정의당의 경우는 기존의 개량주의 입장에 따라 미국을 중립적인 시각으로 바라보고 있지만, 미국의 국내 정치 문제 개입에 있어서는 비판한다. 노동당도 마찬가지로 정의당과 비슷한 입장을 견지하고 있다. 민중당과 민중민주당은 반미 입장을 고수하고 있다.
소위 말하는 ‘친북’(親北) 논쟁에서도 역시 각기 다른 입장을 내보이고 있다. 노동당은 본래 반북(反北) 입장을 강조한 정당으로 현재까지 조선민주주의인민공화국에 대한 비판적 시각을 견지하고 있다. 반면, 정의당과 녹색당은 조선민주주의인민공화국에 대한 통일된 입장이 존재하지 않는다. 민중당과 민중민주당은 조선민주주의인민공화국을 통일의 대상이자 한민족으로서 지지하는 경향이 있다.

## 같이 보기
- 대한민국의 자유주의
- 대한민국의 보수주의